# 港沟街道
港沟街道，是中华人民共和国山東省济南市历城区下辖的一个乡镇级行政单位。

## 行政区划
港沟街道下辖以下地区：
潘庄村、田庄村、神武村、章锦村、港沟村、有兰峪村、色峪村、夥路村、高家洼村、蟠龙村、车脚山村、太平庄村、冶河村、坞东村、坞西村、河东村、河西村、郭家庄村、黑龙峪村、两河村、燕棚窝村、鸡山坡村、马家村、寨而头村、里子村、桃科村、石庙村、芦南村、北胡村、南胡村、大汉峪村和小汉峪村。
其中北胡村、南胡村、大汉峪村和小汉峪村由济南高新区代管。

## 人口
2010年中国第六次人口普查时，港沟街道共有人口66856人。共有家庭14842户，平均每户3.14人。14岁以下的少年儿童共8384人，占总人口12.54%；15-64岁人口共53692人，占总人口80.30%；65岁及以上的老年人共4780人，占总人口的7.149%。男性共计37739人，占总人口56.44%；女性共计29117，占总人口43.55%。本地居住的人口中，拥有本地户籍的人口为47987人，占71.77%。